# Millicent Leveson-Gower
Pour les articles homonymes, voir Leveson.
Millicent Sutherland-Leveson-Gower, duchesse de Sutherland, née Lady Millicent Fanny St. Clair-Erskine le 20 octobre 1867 et morte le 20 août 1955, est une dame de la haute société britannique, réformatrice sociale, autrice éditrice journaliste et dramaturge, qui a aussi utilisé son nom de plume Erskine Gower. Son premier mari est Cromartie Sutherland-Leveson-Gower (4e duc de Sutherland). Par ses deux mariages ultérieurs, elle fut connue sous le nom de Lady Millicent Fitzgerald et Lady Millicent Hawes, ce dernier étant le nom qu'elle utilisait au moment de sa mort.

## Naissance et famille

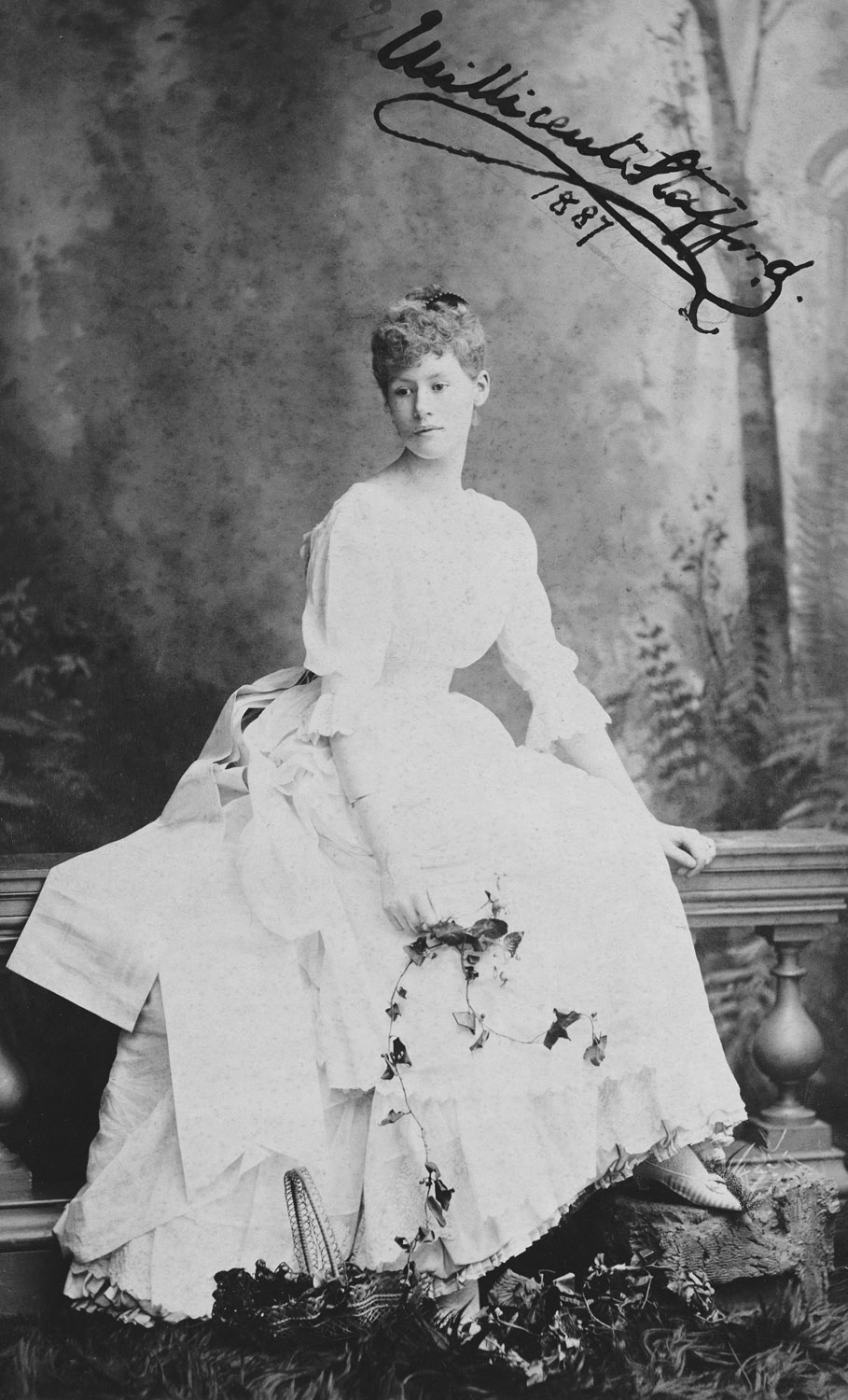
Portrait en pied de Millicent, marquise de Stafford, à l'âge de 20 ans, signé et daté par elle.

Lady Millicent Fanny St. Clair-Erskine est née à Dysart House. Elle est la fille aînée de l'homme politique écossais Robert St Clair-Erskine (4e comte de Rosslyn). Ses sœurs sont Sybil Fane, comtesse de Westmorland et Lady Angela Forbes.
Leur mère, Blanche Adeliza Fitzroy, est veuve de Charles Maynard, ce qui en fait des demi-sœurs de Daisy Greville, comtesse de Warwick. Leur grand-père maternel est Henry Fitzroy, dont le père, le révérend Lord Henry Fitzroy, est chanoine de l'abbaye de Westminster, et son grand-père le premier ministre Augustus FitzRoy, 3e duc de Grafton.

## Duchesse de Sutherland
Lady Millicent St. Clair-Erskine s'est mariée trois fois. Elle épouse Cromartie Sutherland-Leveson-Gower, fils aîné et héritier de George Sutherland-Leveson-Gower (3e duc de Sutherland), le 20 octobre 1884 à l'âge de 17 ans. Il hérite du duché de Sutherland à la mort de son père en 1892 et meurt en 1913.
Ils ont quatre enfants :
- Lady Victoria Elizabeth Sutherland-Leveson-Gower (1885-1888) ;
- George Sutherland-Leveson-Gower (5e duc de Sutherland) (1888-1963) ;
- Alastair St. Clair Sutherland-Leveson-Gower (1890-1921), qui épouse Elizabeth Demarest, et leur fille est Elizabeth Sutherland-Leveson-Gower, 24e comtesse de Sutherland ;
- Lady Rosemary Millicent Sutherland-Leveson-Gower (1893-1930), qui fréquente le prince de Galles[2], épouse plus tard William Ward, 3e comte de Dudley et a trois fils. Elle meurt dans un accident d'avion avec Frederick Hamilton-Temple-Blackwood, 3e marquis de Dufferin et Ava.

La famille a des propriétés en Écosse, dans le Staffordshire et à Londres. La duchesse devient une grande mondaine, accueillant la haute société dans leur maison de Londres, Stafford House. Elle était lié aux groupes de Marlborough House et à The Souls.[réf. nécessaire] Elle développe également une certaine réputation de réformiste sociale, mais dans une moindre mesure que sa demi-sœur Daisy Greville. Elle est la créatrice de plusieurs associations et d'une école technique. Elle est connue sous le nom de "Meddlesome Millie" ("Millie qui se mêle de tout") pour sa campagne pour de meilleures conditions de travail des ouvriers potiers du Staffordshire. Elle est caricaturée dans les romans de la famille Clayhanger d'Arnold Bennett comme une comtesse « s’immisçant constamment dans tout et qui exaspère souvent les cinq villes ». Cependant, sa campagne pour supprimer les glaçures de peinture au plomb dans l'art de la poterie est un succès.
Elle est l'une des porteuses du baldaquin lors du couronnement du roi Édouard VII et de la reine Alexandra, avec Consuelo Spencer-Churchill, duchesse de Marlborough, Violet Graham, duchesse de Montrose et Winifred Cavendish-Bentinck, duchesse de Portland.

## Première Guerre mondiale et deuxième mariage

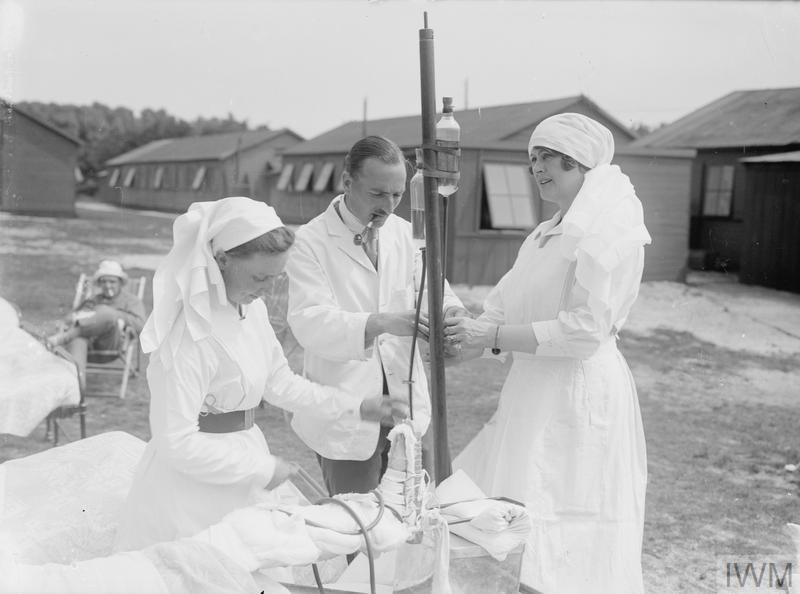
Millicent Leveson-Gower, duchesse de Sutherland, à l'hôpital de campagne qu'elle dirigeait pendant la Première guerre mondiale.

Après le déclenchement de la Première Guerre mondiale en 1914, elle rejoint la Croix-rouge française à Paris, mais décide ensuite d'organiser sa propre unité d'ambulance sous l'égide de la Croix-rouge belge. Ce service, basé dans un couvent des Sœurs de Notre-Dame à Namur en Belgique, participe au siège de la ville qui est encerclée par les Allemands. Pris au piège derrière les lignes ennemies en Belgique, la duchesse réussit à s'enfuir en Angleterre, où elle écrit Six Weeks at the War (Six semaines à la guerre), un récit aux accents nationalistes où elle insiste sur le courage et l'altruisme de ses collègues infirmières.
Elle revient en octobre 1914 pour diriger un hôpital de 100 lits à Malo-les-Bains ; cet hôpital est ensuite transféré à Bourbourg au printemps 1915, date à partir de laquelle il est connu localement sous le nom du « camp du champ d'avoine » ("the camp in the oat field"). Pour ses services, elle reçoit la Croix de guerre, la médaille de la Croix-Rouge royale belge et la médaille de la Croix-Rouge royale britannique.
Elle épouse ensuite Percy Desmond Fitzgerald, major du 11e régiment des Hussards, en octobre 1914. À partir de cette date, elle est connue sous le nom de Lady Millicent Fitzgerald. Elle divorce de son deuxième mari en 1919, en raison de son infidélité.

## Entre deux-guerres et fin de vie

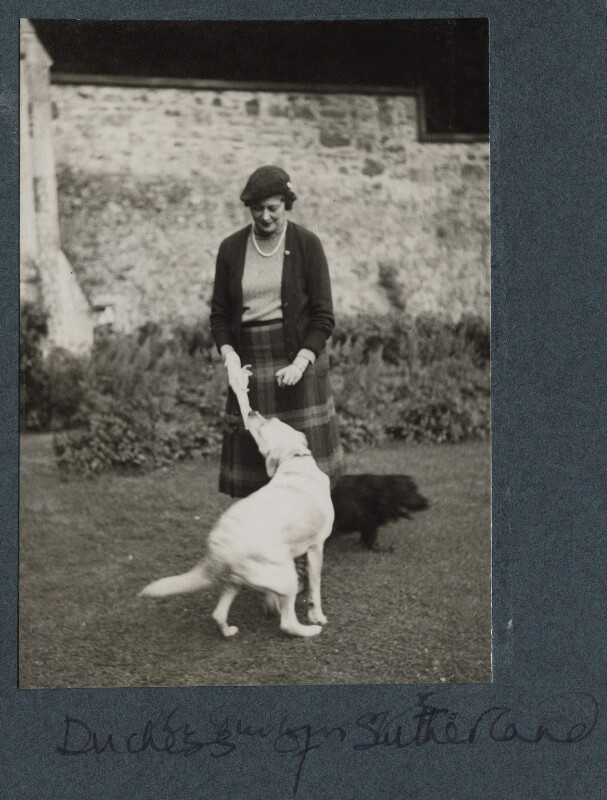
Lady Millicent Hawes en 1935, avec ses chiens.

Elle se marie une troisième fois avec le lieutenant-colonel George Hawes en octobre 1919. Le mariage est malheureux en raison de l'homosexualité de son mari et ils divorcent en 1925. En 1924, elle publie un roman semi-autobiographique, That Fool of a Woman.
Elle vit principalement en France dans les années 1920 et 1930, et voyage également dans d'autres pays, par exemple aux États-Unis pour rendre visite à son amie Mary Pickford. Elle achète le "Monastère" (en fait ancien presbytère) à Juigné-sur-Loire en 1926, qu'elle revend en 1932 ; deux de ses chiens y sont toujours enterrés. Elle voyage aux États-Unis pendant la Seconde Guerre mondiale, mais y tombe malade, et éprouve de nombreuses difficultés à revenir au Royaume-Uni en plein conflit. Elle revient finalement à Paris en 1945.
Elle est décédée à Orriule, près de Sauveterre-de-Béarn, dans le sud-ouest de la France. Elle est incinérée au cimetière du Père Lachaise à Paris et ses cendres sont inhumées dans le cimetière privé des Sutherland au château de Dunrobin. Seul son fils aîné, George Sutherland-Leveson-Gower (5e duc de Sutherland), lui survit alors.

## La duchesse et les arts
Son portrait de 1904 fait par John Singer Sargent est maintenant à Madrid. Il fait partie de la succession de l'agent de presse Benjamin Sonnenberg, et est vendu aux enchères par Sotheby's en 1979 pour 210 000 $, établissant un record pour le travail de cet artiste.
Le relieur G.T. Bagguley est le bibliothécaire de la bibliothèque ducale de Trentham. Il a breveté la reliure Sutherland qu'il a nommée d'après la duchesse. C'est une méthode qui est principalement employée sur les doublures.
Un ensemble de dix peintures à l'huile de Victor Tardieu (1870-1937) est le témoin de l'hôpital de campagne provisoire établi et géré par Millicent à Bourbourg, à quelques kilomètres au sud-ouest de Dunkerque, au cours de l'été 1915. La dédicace d'un des tableaux est la suivante : « À Madame la duchesse M. de Sutherland / Hommage respectueux et très reconnaissant / d'un simple soldat ». La série a été mise en vente à la galerie Abbott and Holder à Londres au début de 2012, et a été acquise par le musée Florence Nightingale. Le musée a annoncé qu'à l'occasion du centenaire de la Première Guerre mondiale, de mars à septembre 2014, il utiliserait ces peintures pour examiner l'histoire des soins infirmiers pendant la Grande Guerre et le rôle crucial joué par les femmes volontaires sur les champs de bataille de France et de Belgique.

## Publications
Elle écrit des romans, dont One Hour and the Next (1899) ; un recueil de nouvelles, The Winds of the World (1902) ; et une pièce de théâtre en vers blancs. The Conqueror (1905) a été joué au Scala Theatre de Londres. Aucune œuvre n'est traduite en français.
- How I Spent My Twentieth Year, 1889 (mémoires)
- How I Spent My Twenty-first Year (mémoires)
- One Hour and the Next, 1899 (roman)
- The Wind of the World: Seven Love Stories, Londres: William Heinemann, 1902 (recueil de nouvelles, écrit sous le nom de Millicent Sutherland)
- The Conqueror, 1905 (pièce de théâtre et paroles de musique de scène, écrite sous le nom de R.E. Fyffe)
- Six Weeks at the War, Chicago: AC McClurg & Co., 1915 (mémoires de guerre, écrits sous le nom de Millicent, duchesse de Sutherland)
- That Fool of a Woman (1924)

Les papiers personnels de la duchesse sont conservés dans le fonds de la famille Sutherland, aux archives du Staffordshire et Stoke-on-Trent.

## Titres
- Lady Millicent St. Clair-Erskine, 1867–1884 ;
- Marquise de Stafford (en tant qu'épouse de l'héritier du duc de Sutherland), 1884–1892 ;
- Sa grâce la duchesse de Sutherland, 1892–1913 ;
- Sa grâce la duchesse douairière de Sutherland, 1913-1914 ;
- Lady Millicent Fitzgerald, 1914-1919 ;
- Lady Millicent Hawes, 1919-1955.